# Viola lyallii
Viola lyallii är en violväxtart som beskrevs av Joseph Dalton Hooker. Viola lyallii ingår i släktet violer, och familjen violväxter. Inga underarter finns listade i Catalogue of Life.